# Frederikshavn
Frederikshavn dán város a Nordjylland nevű régió Frederikshavn járásában, Jylland északkeleti partvidékén. Mai neve Frigyes kikötőjeként fordítható, de eredetileg Fladstrandnak hívták. Lakossága 23 000 fő (2014. január 1-jén) A város életében kiemelt szerepet játszik a halászat és a kikötő. Frederikshavn fontos kikötő a Svédország és Norvégia felé közlekedő kompok számára. A turizmus miatt Skandinávia irányából évente több, mint 2 000 000 ember halad át a városon. A dán nyelvben a frederikshavner, vagyis frederikshavni szó a legkeresettebb lepényhalfajtát jelöli.
1818-ban nyerte el a városi rangot. Frederikshavn legrégebbi épülete, a Fiskerklyngen eredetileg a 16. század közepén épült, de a most a környékén látható házak a 18-19. századból származnak.

## Földrajza

### A történeti kialakulás
I. e. 6000 környékén a Kattegat nagyrészt még szárazföld volt. I. e. 4000 körül emelkedett meg a tengerszint addig, hogy a korábbi partvonal helyett Frederikshavn környékéig törjön előre a víz és kialakítsa a Hirsholmene szigetcsoportot és a mintegy 27 km-re fekvő Læsø szigetét.
Ma a partot strandok és homokdűnék alkotják. A város északi felében elhelyezkedő sík Marinevorland fenyérrel és erdővel váltakozó mezőgazdasági haszonterület, szántóföldjein elsősorban gabonatermesztés folyik. A várost déli részén mindössze egy keskeny sávnyi partvonal választja el a város nyugati részéig érő dombságtól.

#### Magaslatok

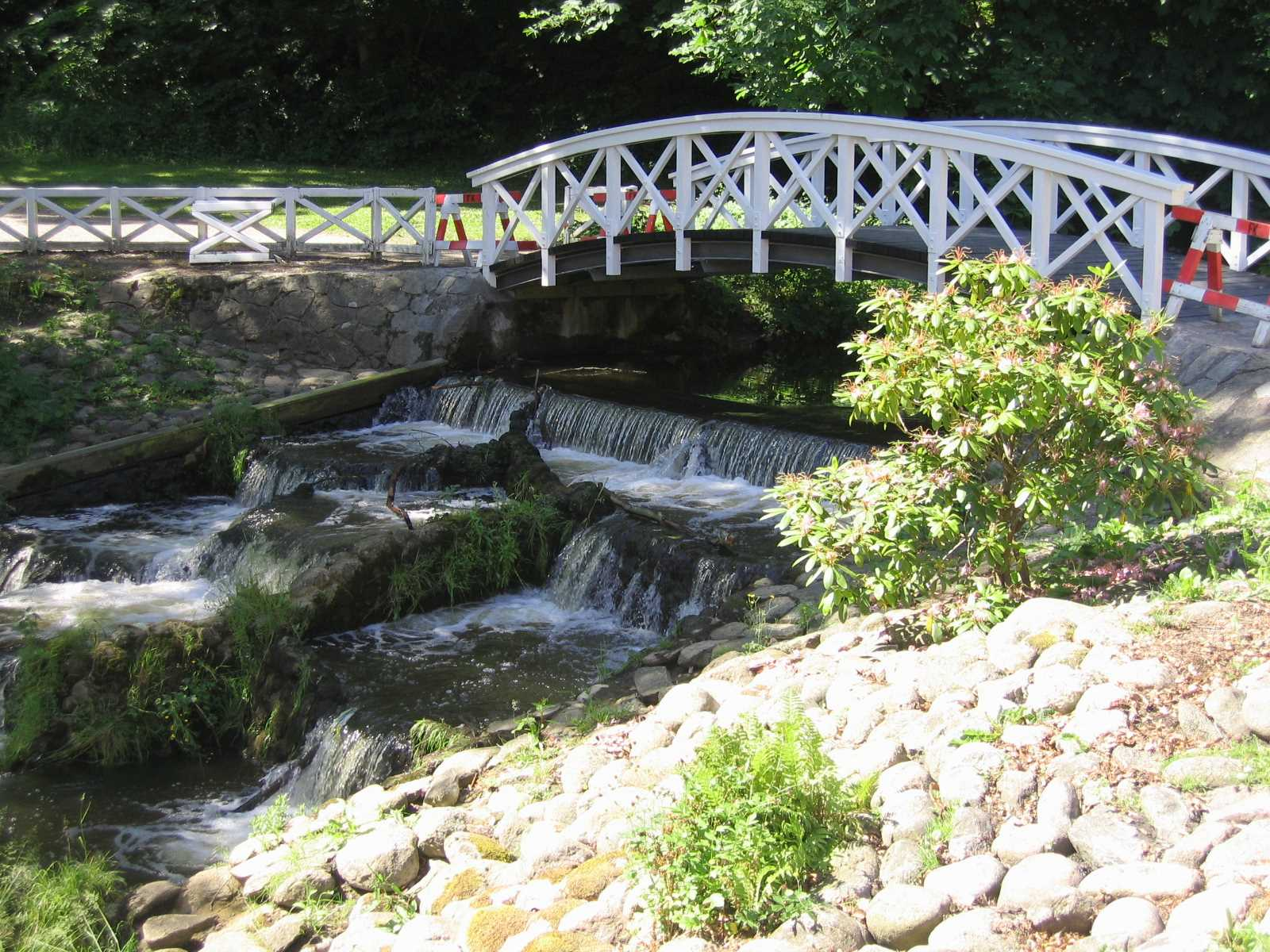
A Bangsbo Å hallépcsői a Bangsbo Parkban

- Blåhøj
- Pikkerbakken
- Øksnebjerg

#### Folyók
A város környékén található kisebb folyók:
- Bangsbo Å – a Kattegatba torkollik
- Elling Å – a Kattegatba torkollik
- Kragskov Å – a Rugholm Å-ba torkollik
- Rugholm Å – a Kattegatba torkollik
- Skærum Å – az Elling Å-ba torkollik
- Åsted Å – az Elling Å-ba torkollik

#### A part
Frederikshavn (a Skagen és a Sæby) nélkül 32 kilométer hosszú tengerpartja van a Kattegat mentén, az Északi-tenger és a Balti-tenger találkozásánál. A partvonal sík és strandok, valamint dűnék váltogatják egymást rajta. A strandokon homoklerakódások alakultak ki. A víz mélysége 2 kilométeres körzetben körülbelül 4 méter.

### Városrészei
A dán közigazgatási reform óta Frederikshavn járáshoz tartozik a városon kívül északon Skagen városa és Sæby városa délen. Az új járáshatár egyben a magasabb közigazgatási egység határa is.
Frederikshavnhoz tartoznak a következő községek (Sogn) (Skagen és Sæby városait leszámítva):
- Frederikshavn Sogn - A városmag kikötőivel, 2,5 km hosszú sétálóutcájával, Önkormányzati hivatala, pályaudvara, temploma (Frederikshavn Kirke), uszodája, könyvtára, gimnáziuma, kórháza és rendőrsége. Szintén Frederikshavnhoz tartoznak a Hirsholmene szigetcsoport tagjai.
- Abildgård Sogn – A városközponttól nyugatra fekvő ipari terület, a MAN-művek és annak lakónegyede; az Abildgård Kirke és a Fladstrand Kirke templomai
- Bangsbostrand Sogn – A városközponttól délre a part mentén elhelyezkedő vitorláskikötő, lakónegyed; a római katolikus templom és a Bangsbostrand templom
- Elling Sogn – A centrumtól északra fekszik, magába foglalva Ellinget, ahol az Elling Kirke található, Jerupot a pályaudvarával és a Jerup Kirke templomával, Nielstrupot és Strandbyt annak pályaudvarával, templomával (Strandby Kirke) és a nagy halászkikötővel.
- Åsted Sogn – 5 km a városközponttól nyugatra található és olyan kisközségeket ölel fel, mint Orten Åsted, Kvissel, Rydal és Ravnshøj. Ezen a területen fekszik az Åsted Ådal természetvédelmi terület és számos paraszttanya. Ezek központját a templomok (Åsted Kirke és Kvissel Kirke) és a körülöttük elhelyezkedő temetők képezik.
- Gærum Sogn – a város középpontjától 3 km-re délnyugatra található Gærum településével.
- Skærum Sogn – a városcentrumtól 8 km-re nyugatra fekszik Skærum és Skærum Kirkeby falvait magába foglalva, utóbbiban található a Skærum Kirke templom.
- Flade Sogn – a városmagtól délre lehet megtalálni Kilden faluját a Flade Kirke templommal és Knivholt falujával, melynek Cloostårnet nevű kilátótornya kitűnő kilátást biztosít Vendsyssel nyugati részére.
- Understed Sogn – a város középpontjától 2 km-re délre a parton fekvő Haldbjerg falujával, amelynek temploma a Understed Kirke

### A lakosság számának változása
Az adatok a Dán Statisztikai Hivatal adatbázisából származnak.
|                 | 1975   | 1980   | 1985   | 1990   | 1995   | 2000   | 2005   | 2010*  |
| --------------- | ------ | ------ | ------ | ------ | ------ | ------ | ------ | ------ |
| Összesen        | 34 522 | 35 559 | 35 559 | 35 500 | 35 114 | 34 853 | 34 975 | 62 007 |
| férfi           | 17 235 | 17 440 | 17 688 | 17 640 | 17 528 | 17 327 | 16 881 | 30 975 |
| nő              | 17 287 | 17 598 | 17 871 | 17 860 | 17 586 | 17 526 | 17 094 | 1032   |
|                 |        |        |        |        |        |        |        |        |
| 10 év alattiak  | 5563   | 4917   | 4355   | 4004   | 4169   | 4297   | 3826   | 6261   |
| 10-19 évesek    | 5915   | 6073   | 5690   | 5159   | 4406   | 4051   | 4360   | 7944   |
| 20-29 évesek    | 5123   | 4844   | 5310   | 5410   | 4808   | 4136   | 3271   | 5051   |
| 30-39 évesek    | 4709   | 5339   | 5253   | 4925   | 5006   | 5099   | 4530   | 6646   |
| 40-49 évesek    | 3960   | 4121   | 4688   | 5299   | 5201   | 4846   | 4969   | 9365   |
| 50-59 évesek    | 3901   | 3828   | 3736   | 3946   | 4484   | 5120   | 5011   | 9175   |
| 60-69 évesek    | 2959   | 3191   | 3450   | 3374   | 3310   | 3470   | 4041   | 9155   |
| 70-79 évesek    | 1791   | 1959   | 2182   | 2348   | 2520   | 2525   | 2509   | 5334   |
| 80-89 évesek    | 550    | 675    | 802    | 919    | 1083   | 1154   | 1246   | 2595   |
| 90-99 évesek    | 51     | 90     | 89     | 115    | 125    | 153    | 209    | 468    |
| 99 év felettiek | 0      | 1      | 4      | 1      | 2      | 2      | 3      | 8      |

- 2007-ben a közigazgatási reform keretében Skagen és Saby térségei betagolódtak Frederikshavn járásába.

## Története

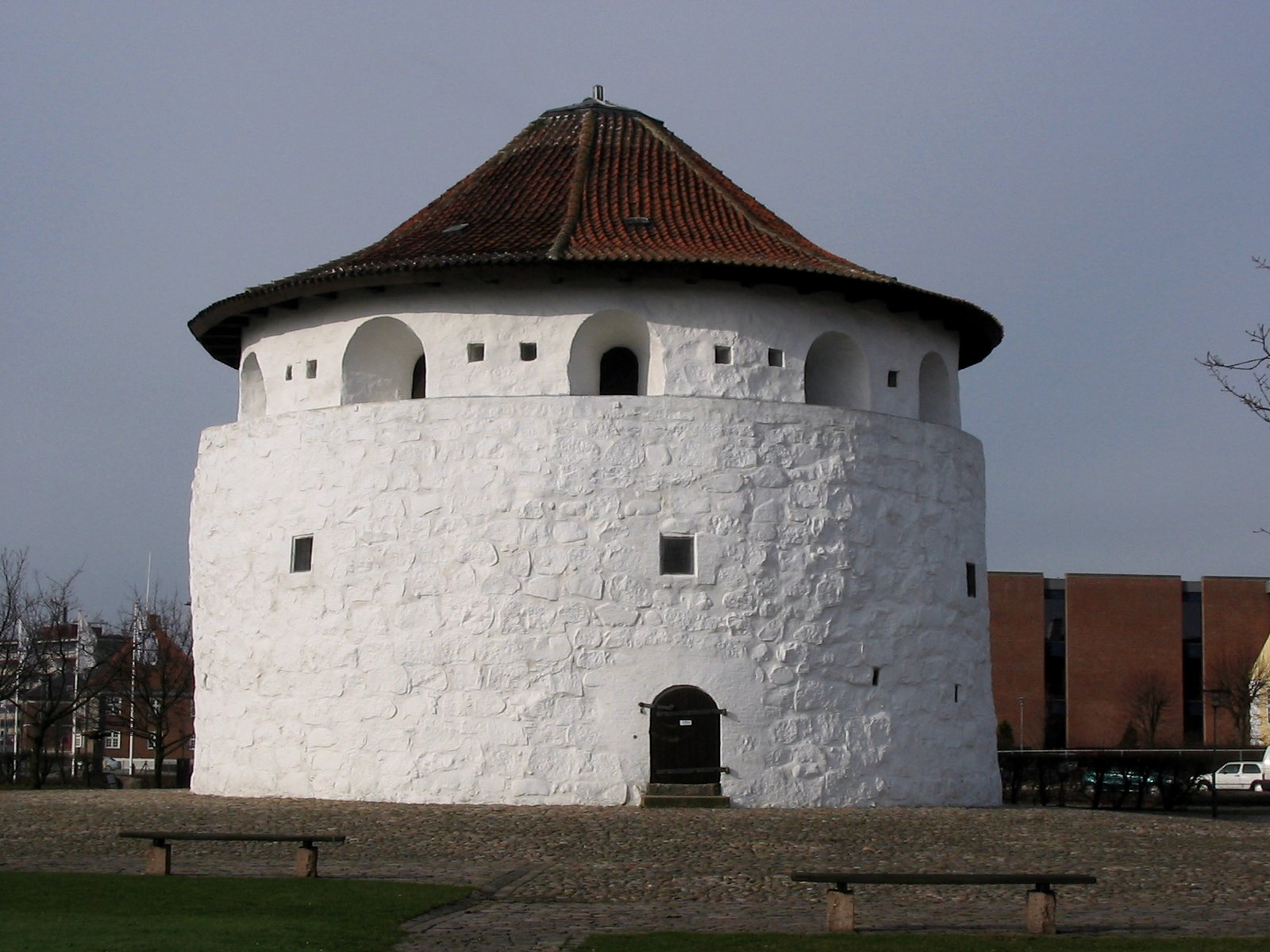
A Krudttårnet, az 1686–1690 között épített erődítmény. Ma helytörténeti múzeum

A város területe évezredek óta lakott. A kőkorszaktól a viking éráig találtak régészeti leleteket, úgy mint halomsírokat, megalitikus sírokat, településeket és a Løgten Mark barlanglakásait. Kedvezően hatott a város fejlődésére a tengerhez való közelség, valamint a Hirsholmene és a Deget sziget körüli természetes kikötésre és horgonyzásra alkalmas helyek. A halászat lehetővé válta után, a középkőkorszakban már lakott volt a vidék. Ebből az időszakból, az i. e. 6. évezredből lakott településre jellemző leleteket találtak. A Donbækgårdene mellett több mint 60 későbbi korokból származó halomsírt találtak a régészek, Gærum közelében pedig bronzkori sírokat tártak fel.

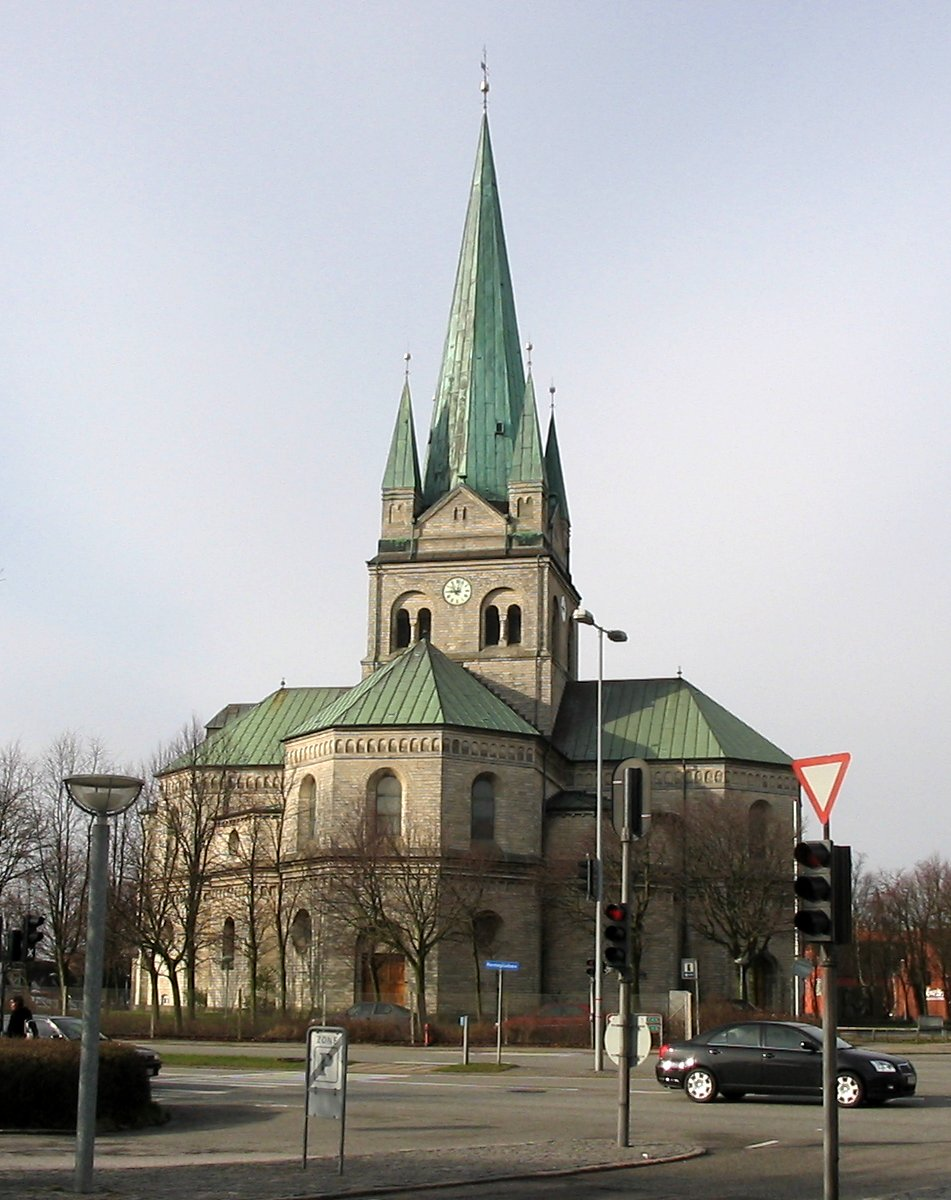
Az 1890-1892 között épült Frederikshavn kirke

Az eredetileg Fladstrand névre hallgató település kezdetben pár halászházból állt. A Balti-tengerhez való előnyös közelsége miatt haditengerészeti bázissá és stratégiailag fontos ponttá vált. Először a Harmincéves háború során IV. Keresztély dán király veresége következtében a Dániát ekkoriban megszálló német csapatok szükségesnek találták a kikötő védművekkel való ellátását. 1627-ben kezdték meg a Nørdre Skanse, az Északi sánc építését. Az első erődítést továbbiak követték a 17. század folyamán és a biztonság nagyban elősegítette a kereskedelem fellendülését. Ennek következtében 1681-ben Sæby-ből Fladstrandba helyezték a vámszedési központot. Az 1688-ban épített katonai épület, a Krudttårnet, avagy Puskaportorony a mai napig is áll és szintén épségben maradt a Nordre Skanse. A Puskaportorony a gondos állagmegóvásnak köszönheti túlélését, és szimbolikus fontossága miatt belekerült a járás címerébe is. 1690-ben elkezdték építeni a település önálló templomát, a Fladstrand Kirkét.
Az 1709-1720-ig tartó nagy északi háborúban az itteni erődben sáncolta el magát Peter Wessel Tordenskjold. Innen szervezte Norvégiába tartó konvojait és az városból indította támadásait Svédország ellen. 1719-ben Tordenskjold 700 harcosával bevette a svéd Marstrand erődöt, melyre Frederikshavnben évente megemlékeznek Tordenskloldtagen-nek nevezett ünnepség keretében.
A napóleoni háborúk során Dánia 1807 és 1814 között szembekerült a tengeri nagyhatalom Angliával. Emiatt a Krudtårnet-től délre hadikikötő létesítése vált szükségessé. Az 1805-ben elhatározott építkezést 1810 és 1812 között sikerült megvalósítani.

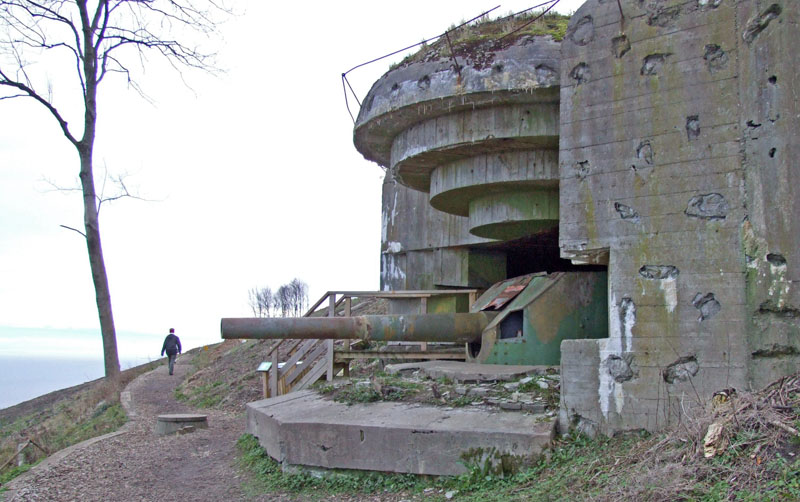
Ágyúállás a Pikkerbakkenen a második világháborúban

A háború lezárása után a város norvég és svéd partokhoz való közelsége gazdasági, politikai és katonai előnyöket kínált. Emiatt emelkedett az addig Fladstrand (lapospart) névre hallgató halásztelepülés 1818. szeptember 23-án VI. Frigyes dán király nevét kapva kereskedővárossá. A kikötő következtében a város gyorsan a régió kereskedelmi központjává vált. Bírósági épület, gyógyszertár, kereskedőházak épültek, majd 1852-ben rendszeres kompjárat létesült Koppenhága irányában. Egy évvel később megnyílt az olsói, nyborgi és kieli kompjáratok, majd 1881-ben tovább szélesült a paletta a göteborgi járattal. 1871-ben Frenderikshavn és Aalborg között felépült a jütlandi vasút, melynek vonala 1890-ben elérte Skagent, majd 1899-ben Sæbyt. A 19. századi iparosodás először a kikötőt érintette, hajógyárak és dokkok épültek. 1871-ben megalapították a Danyard és a Frederikshavn Værft & Tørdok hajógyárakat. 1883-ban létrejött a Burmeister & Wain motorgyár, melyből később a MAN B&W Alpha Diesel vállalata kifejlődött. Az idevonzott munkaerő 1870 és 1890 között megduplázta a város lakosságát. A Fladstrand Kirke szűkké vált, ezért 1890 és 1892 között felépítették a jóval reprezentatívabb, 1100 ülőhelyet számláló Frederikshavn Kirke templomát. 1902-ben a város déli részét újabb templom épült, a Bangsbostrand Kirke.
Az első világháborút Dánia semlegességben vészelte át, így minimális katonai összpontosításon kívül más esemény nem történt a városban. A második világháború ennél sokkal jelentősebb eseménynek bizonyult. Mindenekelőtt a város stratégiai fekvése miatt rendezkedtek be itt a német megszálló csapatok folyamán, Frederikshavnt a védelmi körzet középpontjának megtéve. A másik három védelmi körzet középpontja Aalborg, Esbjerg és Hanstholm volt. Frederikshavn-ből indult a német flotta Norvégia elleni műveletére 1940-ben. Később a területet az Atlanti fal részévé kívánták tenni, ezért a németek erőd- és bunkerrendszert építettek a Pikkerbakken és a Nordstrand környékére, melyet 1943-ban Erwin Rommel tábornagy is megtekintett. Az összesen 350 darab létesítményből 250 a mai napig áll.

## Kikötők
A város kikötői északról dél felé haladva:
- Rønner kikötő (Rønnerhavn): élményhajókat, csónakokat és halászhajókat fogadó kikötő
- Északi sánc kikötő (Nordre Skanse Havn): csónakkikötő
- Frederikshavn kikötő (Frederikshavn Havn): kereskedelmi kikötő
- Hadikikötő (Flådehavn): hadihajók, jégtörők, királyi jachtok és kiképzőhajók kikötője
- Tengeri sportok kikötője (Søsportshavn): élményhajókat, csónakokat és lakóhajókat kiszolgáló kikötő
- Neppen kikötője (Neppens Havn): csónakkikötő

A kompszolgálat járatai Frederikshavnt a norvég főváros Oslóval, a svéd Göteborggal és Læsøval kötik össze.

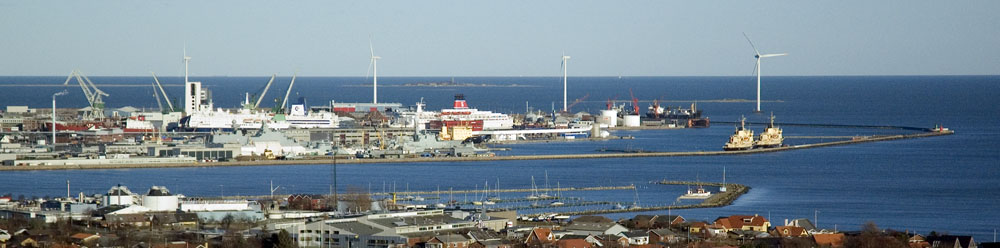
Frederikshavn haditengerészeti kikötője

## Főbb nevezetességei

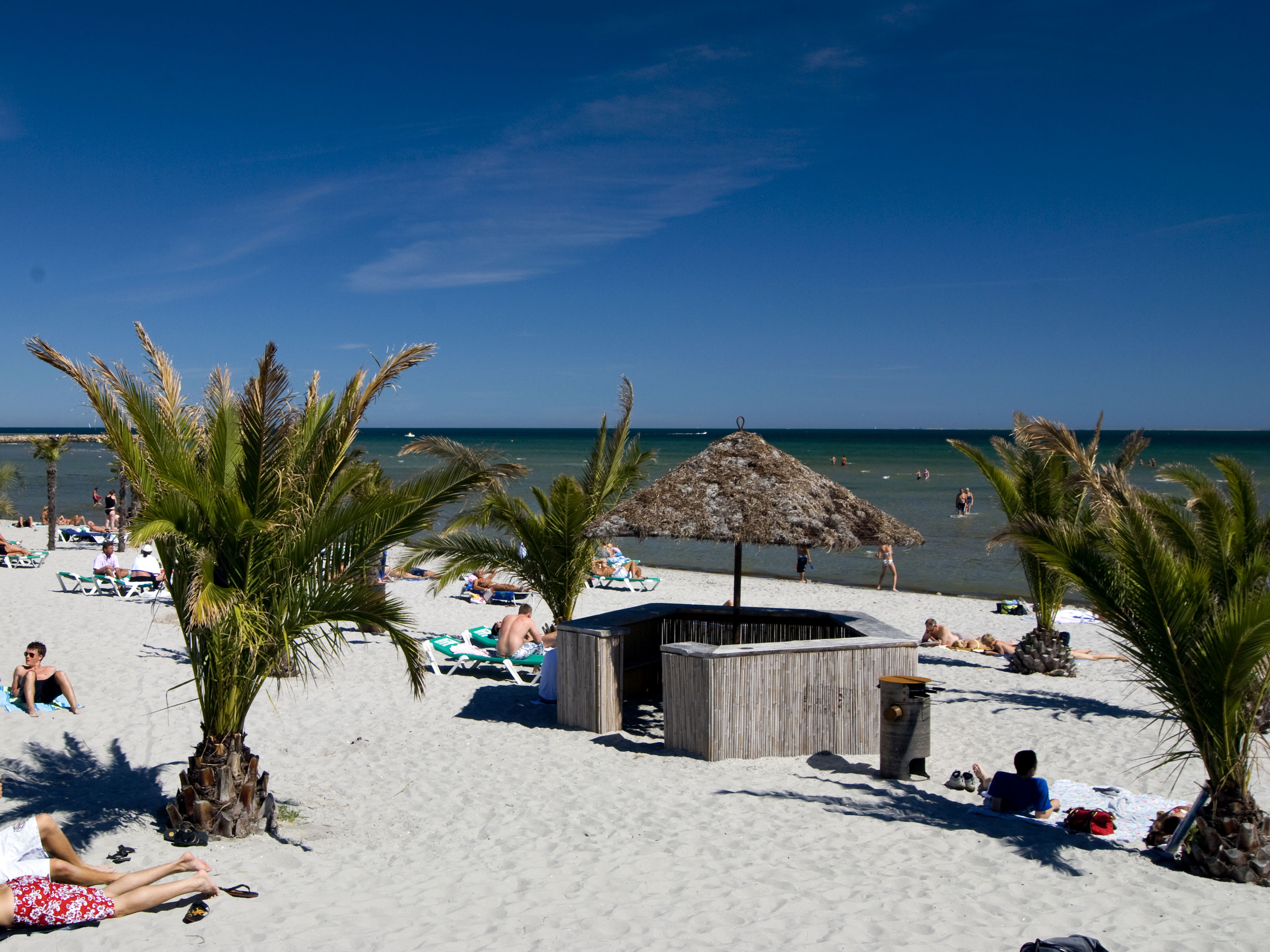
A Palm Beach

- A Palm Beach. A járás vezetése a partot 100 pálmafával ültette be.
- A Bangsbo Múzeumot egy 1750-ben emelt udvarházban rendezték be a város délnyugati részében. Az ház egyike a legrégebben épült és épségben megmaradt épületeknek a település halászfalu korszakából. Az épületcsoport a 16. században épült, de a mai épületek a 18. századból valók.
- Frederikshavni Művészeti Múzeum (Frederikshavn Kunstmuseum)
- Frederikshavni Hajógyári Történeti Társaság (Værftshistorisk Selskab Frederikshavn)
- Tordenskiold Fesztivál, amelyet 1998 óta rendeznek meg.
- Villám Fesztivál, amelyet kétévente rendeznek meg.

## Gazdaság
Olyan cégek települtek a térségbe, mint a MAN/BW Alpha, a Martin és kiépült a Frederikshavni Haditengereszeti Bázis (Flådestation Frederikshavn), mely Danmark gyakorlóhajónak, a jégtörőknek és a királyi jachtnak, a Dannebrog-nak horgonyzóhelye.
Az 1990-es években a hajóipar hanyatlásával Frederikshavn Észak-Jütland többi részéhez hasonlóan erősen szenvedett a munkanélküliségtől. A város legnagyobb munkahelye, a Danyard hajógyár az 1990-es évek végén bezárt, miáltal több mint 2000 dolgozó került utcára. A mai napig folyik a munka a nagy hajóépítő dokkok környékén, mivel sok kisebb cég bérel területeket arra. 2008 nyarán a munkanélküliségi ráta Dánia többi részéhez hasonlóan a valaha volt legalacsonyabbra, 2% környékére esett. Más járásokhoz hasonlóan a fiatalok nagyobb városokba költöznek. Ezeket a folyamatokat meggátolandó a járás innovatív projekteket indított a turisták odavonzása és a helyi lakosság megőrzése céljából. A tönkrement hajóipar helyett megpróbáltak a kereskedelemre és a turizmusra támaszkodni anyagilag. Frederikshavn megkezdte a kizárólag megújuló energiaforrásra való átállást, mellyel első lenne a világon a hasonló méretű városok közül. A tervek szerint még a közlekedés és a szállítás is megújuló energiával menne. A folyamat vége előreláthatóan 2015-ben lesz.

## A város nevezetes szülöttei
- Gitte Aaen - kézilabdázó
- Claus Borre - sportújságíró
- Karl Bovin - művész
- Sven Bovin - kőfaragó
- Frederik Bramming - grafikus
- Agnete Brittasius - művész
- Mogens Damm - politikus
- Jens Gaardbo - újságíró
- Bent Haller - író
- Susanne Grandt Jakobsen - író

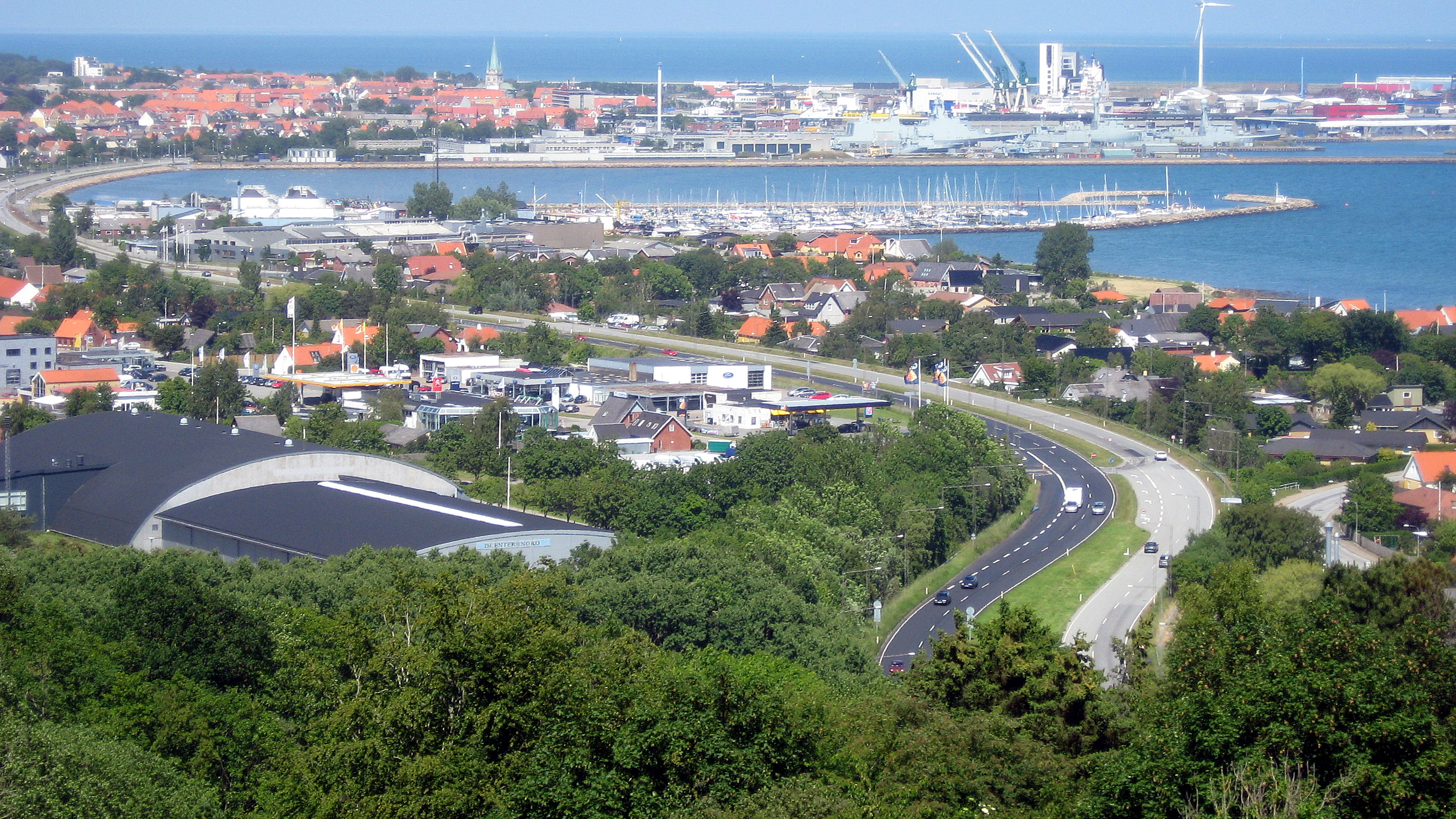
Frederikshavni kilátás

- Jens Christian Larsen - parlamenti képviselő a dán parlamentben (Folketing)
- Lotte Kiærskou - kézilabdázó
- Erik Mortensen (1926-1998) - haute couture dizájner
- Peter Møller - futballista
- Connie Nielsen - színésznő
- Elsebeth Gerner Nielsen - parlamenti képviselő és volt kultuszminiszter
- Harald Nielsen - futballista
- Allan Olsen - költő és énekes
- FS Orlon - énekes és zenész, gitáros
- Lene Siel - énekesnő
- Tina Siel - énekesnő
- Ronnie Strøm - énekes és zenész, gitáros

## Testvérvárosok
- Borlänge, Svédország
- Bremerhaven, Németország
- Paamiut, Grönland
- Larvik, Norvégia
- North Tyneside, Egyesült Királyság
- Rovaniemi, Finnország
- Riga, Lettország
- Vestmannaeyjar, Izland

## Külső hivatkozások
- Frederikshavn (Dánia)